# نوک‌آباد (نصرت‌آباد)
نوک‌آباد روستایی در دهستان نصرت‌آباد بخش نصرت‌آباد شهرستان زاهدان استان سیستان و بلوچستان ایران است.

## جمعیت
بر پایه سرشماری عمومی نفوس و مسکن در سال ۱۳۹۵ جمعیت این مکان ۹۷ نفر (۲۸خانوار) بوده‌است.